# 와타나베 후미오
와타나베 후미오(Fumio Watanabe, 1929년 10월 31일 ~ 2004년 8월 4일)는 일본의 배우, 영화배우, 텔레비전 배우이다.

## 영화
- 히포크라테스의 제자 (1980년)
- 신칸센 대폭파 (1975년)
- 사자 경찰 (1974년)
- 성수학원 (1974년)
- 일본 요괴 사토리 (1973년)
- 여죄수 사소리 2 - 41호 감방 (1972년)
- 여죄수 사소리 1 - 701호 여죄수 사소리 (1972년)
- 아들을 동반한 검객 (1972년)
- 피로 물든 대문 (1970년)
- 소년 (1969년) - 계모 역
- 도쿠가와 여자의 형벌 (1968년)
- 신주쿠 도둑 일기 (1968년)
- 박도해산식 (1968년)
- 돌아온 술주정뱅이 (1968년)
- 교사형 (1968년)
- 해산식 (1967년)
- 날 수 없는 침묵 (1966년)
- 백주의 살인마 (1966년)
- 더 트레지디 오브 부시도 (1960년)
- 태양의 묘지 (1960년)
- 청춘 잔혹 이야기 (1960년)
- 가을 햇살 (1960년)
- 인간의 조건 2 (1959년)
- 사랑과 희망의 거리 (1959년)
- 달맞이꽃 (1958년)
- 검은 강 (1957년)
- 봄 (1956년)